# Alexander Michailowitsch Morduchowitsch
Alexander Michailowitsch Morduchowitsch (russisch Алекса́ндр Михайлович Мордухо́вич; * 28. März 1946 in Slatoust, Oblast Tscheljabinsk, Sowjetunion) ist ein russischer Komponist und Musiker jüdischer Herkunft und Dozent am Staatlichen Konservatorium Magnitogorsk.

## Leben und Wirken
Morduchowitsch schloss 1964 seine Ausbildung an der Magnitogorskaer Musikmittelschule „M.-I.-Glinka“ im Südural in den Fächern Bajan (Knopfakkordeon) und Klavier ab. Nachdem er 1971 das Staatliche M.-I.-Glinka-Konservatorium Nischni Nowgorod absolvierte, war er dort bis 1995 als Postgraduate tätig.
Seit 1970 arbeitete er zunächst als Musikpädagoge in der Abteilung Volksinstrumente der Magnitogorskaer Musikmittelschule „M.-I.-Glinka“. Zurzeit ist er Dozent am Staatlichen Konservatorium Magnitogorsk. 1995 wurde er mit dem Ehrentitel „Verdienter Künstler Russlands“ ausgezeichnet.
2000 bekam er Urkundeauszeichnungen bei folgenden Wettbewerben für Bajan und Akkordeon Spieler: dem Russischen Musikwettbewerb in Moskau sowie dem Internationalen Wettbewerb „Pokal des Fernostens“ in Wladiwostok.
Alexander Morduchowitsch gründete mehrere professionelle Musikergruppen:
- 1980 das Konzertensemble für russische Volksinstrumente „Weisen der Heimat“,
- 1991 das Kammerensemble „Retro“,
- 1997 das Instrumental-Trio „Akkordeon-Retro“,
- 2000 das Instrumental-Duo „Expromt“.

Neben seinen pädagogischen und künstlerischen Leistungen ist er auch als Komponist bekannt und publizierte seit 1980 mehr als 20 Sammelbände. Zu seinen Werken zählen zahlreiche Kompositionen für Chor- und Sologesang sowie Kammer- und Orchestermusik. Unter anderem komponierte er auch Alben mit typisch jüdischen Themen wie „Jewish Mosaic“ and „The World that I Give You“.